# إير برودكتس آند كيميكالز
إير برودكتس آند كيميكالز هي شركة أمريكية دولية يتمثل نشاطها الرئيسي في بيع الغازات والمواد الكيميائية للاستخدامات الصناعية. يقع مقرها في ألينتاون بولاية بنسلفانيا في الولايات المتحدة.

## نبذة
تعد شركة إير برودكتس آند كيميكالز ثالث أكبر جهة توظيف في وادي ليهاي، بعد مستشفى ليهاي فالي  وشبكة الصحة بجامعة سانت لوك. أسس ليونارد بي بول الشركة في عام 1940. الرئيس التنفيذي الحالي للشركة ورئيس مجلس إدارتها هو سيفي قاسمي.
في 17 سبتمبر 2015، أعلنت الشركة عن نيتها فصل أعمالها في مجال تقنيات المواد. تمت إعادة تسمية هذه الشركة المستقلة الجديدة باسم Versum Materials.

## المنتجات
تخدم الشركة العملاء في مجالات التكنولوجيا والطاقة والرعاية الصحية والأغذية والأسواق الصناعية في جميع أنحاء العالم من خلال الغازات الصناعية الجوية (بشكل أساسي الأكسجين والنيتروجين والأرجون والهيدروجين وثاني أكسيد الكربون)، والغازات المتخصصة والعملية ومواد الأداء والوسائط الكيميائية.

## مسؤولية مشتركة
في 4 مارس 2010، صنفت مجلة مسؤولية الشركات الشركة على قائمة أفضل 100 شركة.